# 阪神9000系電車
阪神9000系電車（はんしん9000けいでんしゃ）は、阪神電気鉄道（阪神）が1996年に導入した優等列車用の電車である。急行・特急運用が主体であるため、急行形車両に分類されることがある。
本項では解説の便宜上、大阪梅田・近鉄奈良方先頭車の車両番号 + F（Formation = 編成の略）を編成名として記述（例：9201以下6両編成 = 9201F）する。ただし近畿日本鉄道（近鉄）が制定している本系列の電算記号（各社の編成番号に相当）は「HQ」である。

## 概要
1995年（平成7年）1月17日に発生した阪神・淡路大震災に伴う「赤胴車」と呼ばれる急行系車両の廃車補充分として、1996年（平成8年）に6両×5編成30両が製造された。先に普通系車両の震災廃車補充用として登場した5500系に続く、急行系車両初のVVVFインバータ制御車であるとともに、「ジェットシルバー」の愛称を持つ5201形試作車5201 - 5202以来30数年ぶりとなるステンレス車体の車両である。車体以外は先に登場した8000系「タイプIV」や5500系をベースとしており、従来から在籍している車両仕様を継承している。
なお、5201形はスキンステンレス車両であり、オールステンレス車両の導入は初めてであった。
本形式は震災復旧用として急遽製造されたことから増備は行われなかったが、主電動機や台車などは2001年3月に導入された9300系に継承された。9300系は鋼製車体に戻ったが、2006年に登場した1000系ではステンレス車体が再び採用されている。
本形式は他の急行用車両とともに「赤胴車」という位置付けであるが、近鉄との相互直通運転に対応する車両であるため、阪神なんば線と近鉄難波線・奈良線では普通・区間準急・準急の運用にも使用される。

### 登場の経緯
1995年1月17日に発生した兵庫県南部地震（阪神・淡路大震災）により、阪神では急行系33両・普通系8両の計41両の被災廃車が発生した。このうち普通系の2編成8両は5500系を、急行系のうち3両は8000系を武庫川車両工業で代替新造して対応したが、他に急行系の30両（8000系2編成、2000系2編成、3000系1編成）の補充が必要となった。この30両の代替車両として製造されたのが9000系である。
補充が急務であったことから、当時製造ラインに余裕のあった川崎重工業兵庫工場での製造となった。また、この製造ラインがJR東日本209系電車などの製造に充てていたステンレス車体向けであったことから、工期短縮のためにステンレス車体を採用した。

## 車両概説
本項では、落成当時の仕様について述べる。

### 車体
5201形5201 - 5202以来のステンレス製となった。構体は前述の209系などと同様の2シート工法を用いた軽量ステンレス車体である。妻板はビードあり、側板はビードなしのベルトグラインド仕上げとして、汚れの付着を抑えている。外板は無塗装で、車種識別用として腰部にオータムレッドとオフィスグレーの帯を入れている。
床面高さは5500系と同様、8000系に対し約40mm下げられている。側面窓は8000系タイプIVと同様の連続窓風であるが、一部の窓が固定窓となった。
前面は、構体の加工に配慮した普通鋼製となっており、他系列同様裾部にRを持たせ、ストレートな側面や妻面の裾部とは異なる印象となっている。前面デザインは8000系や5500系をベースとしているが、窓ガラス支持を接着工法により平滑とし、ブラック部分を下部まで延長することで精悍なイメージを出している。8000系よりも後退角が50mm大きくなり、乗務員室が拡大された関係で乗務員扉直後の客用窓の幅が狭くなっている。

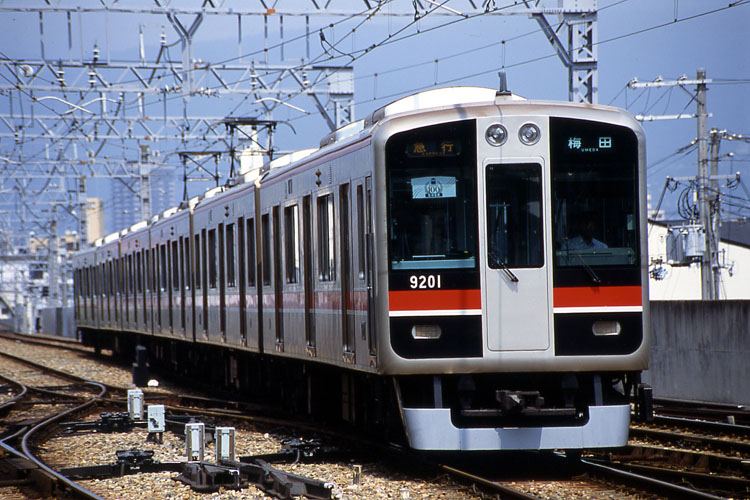
登場当時の9000系

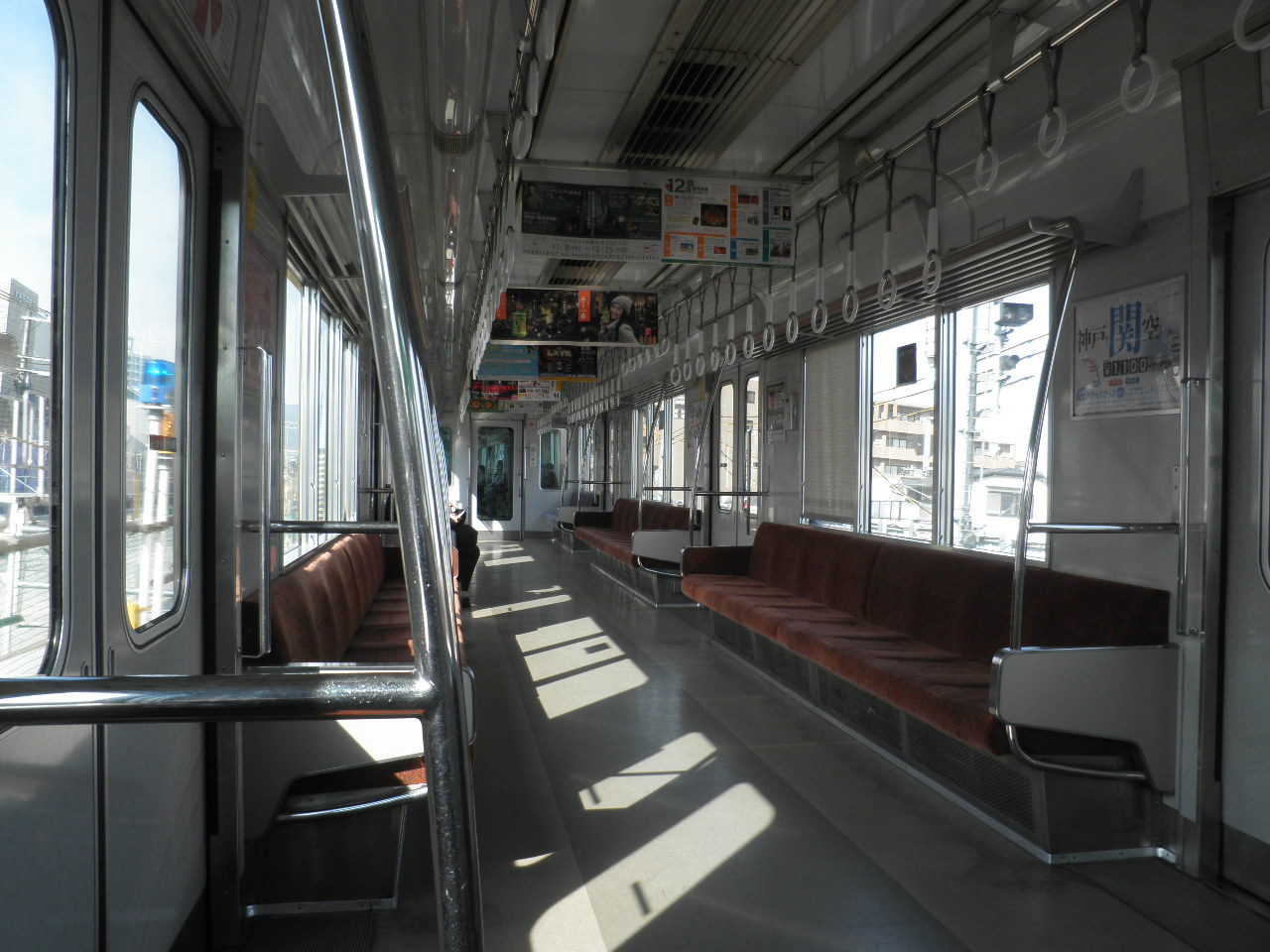
9000系の車内

内装は、座席が8000系8233F以降と同様のバケット式ロングシートを採用するが、モケットの赤みを強くしている。その後、9300系や8000系の座席更新車と同様に茶色を基調としたモケットに変更されている。ただし、優先座席は灰色である。床材も8000系と同様に着座時のフットラインを表示したデザインとされたが、グレーの濃淡となった。シートの袖仕切り形状も、8000系「タイプIV」と同じ形状の仕切りとその延長上のスタンションポールであるが、上部は荷物棚まで延長された。
車内案内表示装置は、5500系で採用した路線マップ併用LED式車内案内表示装置を千鳥配置で設置された。車両間の貫通扉は、それまでの700mm幅から820mm幅に拡大されている。そのほか、運転台は5500系と同様にデスクタイプで、前後動作式（水平回転軸）の主幹制御器と左右回転動作式（鉛直回転軸）のブレーキ設定器から構成される縦横軸併用2ハンドル式が採用された。

### 主要機器
台車は5500系と同じボルスタレス台車であるが、高速運転に対応してヨーダンパ取付対応のSS-144A（電動車用）・SS-044A（制御車用）となっている。
主電動機は1時間定格出力130kWの東洋電機製造製TDK-6146-Aを搭載している。制御装置は三菱電機製のGTOサイリスタ素子方式VVVFインバータ制御装置であるMAP-118-15V59を9101形に搭載しているが、同じ制御装置を搭載している5500系のMAP-118-15V55とは異なりソフトを高速運転寄りに設定しており、形式も変更している。
また、補助電源装置である静止形インバータ (SIV) は東芝製の140kVAのINV094-LOを、電動空気圧縮機 (CP) はC-2000-MLをそれぞれ9001形に搭載している。
連結器は、8000系と同様にユニット端の両先頭車前面にバンドン式密着連結器を、9101形奇数車の神戸方、偶数車の大阪方には廻り子式密着連結器を、その他は半永久連結器を装備するほか、9101形奇数車の神戸方、偶数車の大阪方には工場入場時の構内入換に考慮して簡易運転台を取り付けている。
屋根部は、5500系と同様にステンレス製だが、長手方向につけられたビードの間隔は5500系より細かくなっている。屋根上はセミ集中式の冷房装置であるCU-703を2基、パンタグラフは9101形で奇数車・偶数車とも大阪寄りに1基搭載、9001形の大阪方にもパンタグラフの搭載準備工事を行っている。

## 改造工事など

### 9203Fの試験装備
9203Fは、9203を中心に装備品の長期試験が行われた。
まず、9203の先頭寄り台車にヨーダンパを取り付けてヨーダンパのない台車との長期比較試験を実施した。さらに、9203と9003の連結部に阪神で初の乗客転落防止用外幌を試験的に設置し、長期試験を実施した。この外幌は後に9000系全車に設置されている。

### 直通特急対応改造
1998年2月15日のダイヤ改正からの直通特急の運転開始に際し、本系列も8000系と同様に山陽電鉄全線への直通対応改造が施工された。
直通特急の運行開始後、9203に長期試験で装着されていたヨーダンパは、直通先の山陽電鉄の都合で、検査時に取り外された。一方、転落防止用外幌については長期試験の結果が良好であったことから、他系列についても設置されるようになり、本系列では2006年8月に9201Fで本格的に設置され、その後、編成中試験装備の1か所のみという変則的な設置であった9203Fも全車間に設置され、試験部分も交換された。

### 近鉄線乗入れ改造

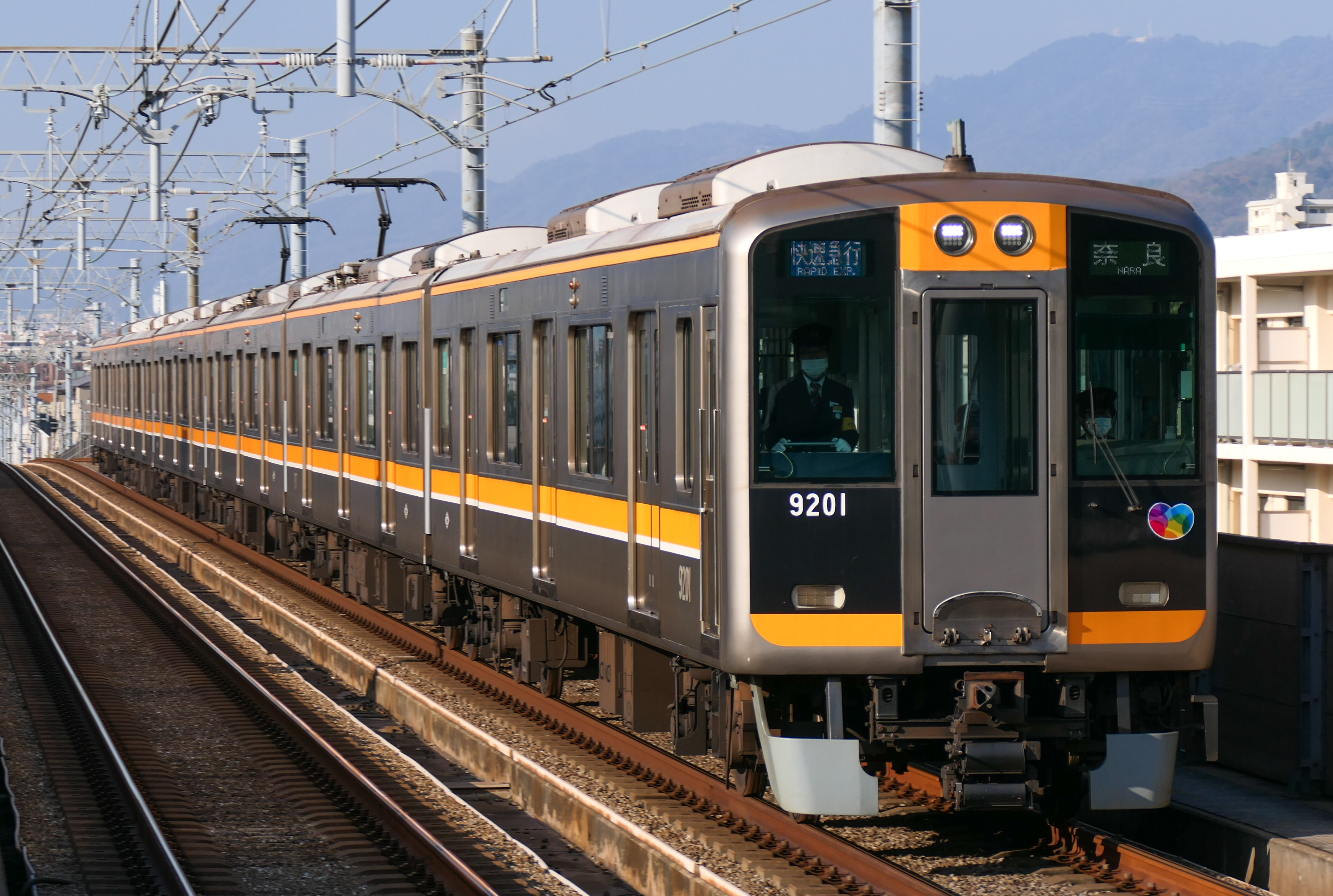
近鉄線乗り入れ改造が行われた9000系。1000系との併結用に貫通扉部分が大きく改造されている。

9000系は2009年の阪神なんば線開業に伴う近鉄線相互直通運転の対象車となり、2007年より順次直通対応改造が行われた。
阪神なんば線や近鉄線内で10両編成での運転を実施することから、1000系2両編成との併結に対応するため、大阪方先頭車に貫通幌を取り付ける工事や近鉄形ATS（パターン式新型）の設置を行った。この改造に先立ってバンドン式密着連結器から廻り子式密着連結器への換装が完了した。
外観は近鉄乗り入れ用新造車の1000系とイメージを合わせ、「ヴィヴァーチェオレンジ」帯が採用されたほか、正面の帯は腰部の赤帯から前照灯周り・裾部へのオレンジ色に変更された。また、前面および側面の種別・行先表示器はフルカラーLED式に変更された。
1000系の2両編成との増結・解放運用に備えて、9201形奇数車は増解結に対応した構造となった。前頭連結器には電気連結器が装備され、排障器（スカート）は切り欠き付きとなった。貫通扉には幌枠が設置され、運転台と客室の仕切り扉も1000系同様引き戸に変更された。偶数車（元町・山陽姫路方）は増解結対応改造を行わず、連結器は通常の廻り子式、貫通幌枠は未設置、乗務員室と客室の間の仕切扉は開き戸が存置されている。
運転台も1000系に合わせた仕様変更が行われた。近鉄線仕様の保安装置や、線区に応じて装置の切り替えを一括で行う相直切替スイッチが設置されたほか、近鉄シリーズ21に合わせた横軸2ハンドル式への交換、タッチパネルモニターの設置など、1000系に合わせた改造工事が施工された。
両先頭車への保安機器等の増設により、乗務員室内に収まらず客室側の天井・座席部に大きな張り出しが発生した。この機器搭載スペースを確保するため、乗務員室後部の客席は従来の3人掛けから2人掛けに変更され、この箇所の蛍光灯は小型のものに取り換えられた。客用扉上の路線マップ併用LED式車内案内表示装置は、運転区間の拡大に伴って路線マップを撤去しLEDスクロール表示のみとした。
改造工事は9201Fを皮切りに実施され、2008年4月初頭に9201 - 9001 - 9101の大阪方3両が出場して試運転を実施、旬日を経ずして9102 - 9002 - 9202の神戸方3両も竣工したことから、4月下旬より営業運転を開始した。改造工事も2編成目となる9203Fが7月に竣工し、その後も9205F、9207F、9209Fの順で順次施工された。
9201Fは、2008年5月中旬に1000系に続いて近鉄へ陸送され、同年6月5日から近鉄奈良線内での試運転が開始された。2009年1月11日深夜から1月12日未明にかけて、9201Fは近鉄奈良方に1000系1504F・1503Fの計4両を併結し、10両編成で近鉄の大和西大寺から阪神の尼崎まで回送された。

### その他

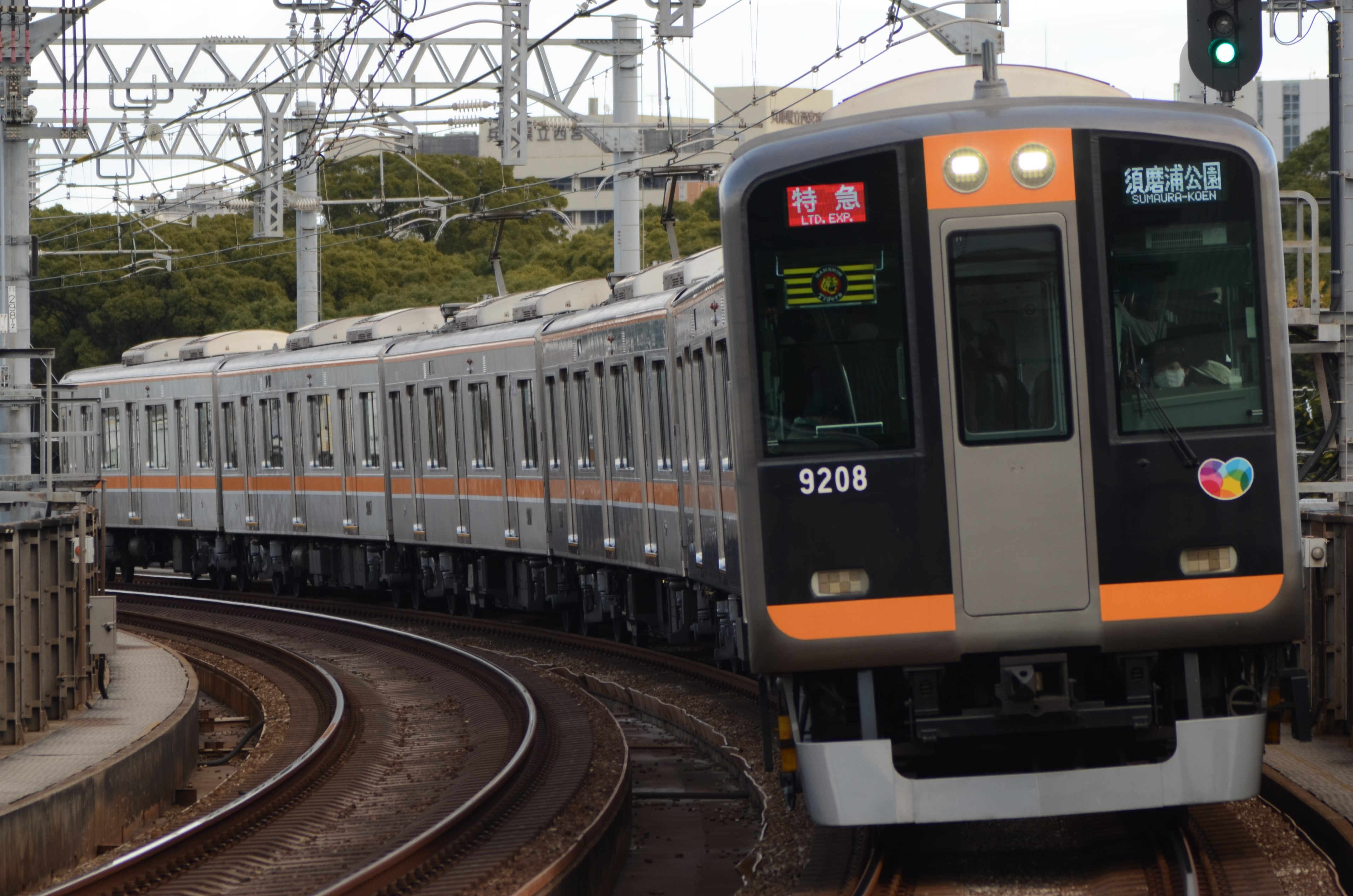
リノベーション工事が施工された直後の9207f

2016年以降、パンタグラフが下枠交差式のPT4802からシングルアーム式に順次交換され、全編成での交換が完了した。
2023年3月より、阪神9000系を対象に表示器の換装工事が順次施工されている。車内ドア上部のLED表示器が大型化かつ上下2段表示となり情報量が拡大し視認性も向上した（武庫川線用5500系改造車のものよりサイズは横長）。また、側面の行先表示器が交換され大型のものとなり、普通用車両と同様に次停車駅の表示が出るようになった（ただしフォントは普通用車両のものとは異なる）。工事に際して、車いすスペースに近い客用扉横へのピクトグラムステッカー、靴摺り部への黄色テープの貼り付けが行われている。なお、8000系および5500系で行われたようなモケットやつり革の交換、床材の変更等による美装化工事(リノベーション工事)および塗装変更は実施されていない。9203fを皮切りに順次施工され、2025年1月現在、全編成に施工されている。

## 車体装飾
9207Fは、2009年7月14日から約1年間「神戸PRトレイン」として運用されていた。車体には「観る」「憩う」「楽しむ」をテーマに、神戸市の有名観光名所をあしらったラッピングが施されていた。
9203Fは、2012年1月21日に「平清盛ラッピングトレイン」として運用を開始した。
9201Fは、2014年3月中旬より阪神電鉄が2013年に導入したキャッチフレーズである「“たいせつ”がギュッと。 阪神電車」のラッピングとして運用されていた。
9203Fは2015年3月16日より阪神タイガースの球団創設80周年を記念し、タイガースの選手などを側面にラッピングした「Yellow Magic トレイン」として同年12月まで運用されていた。
9205Fは、2024年3月25日(月)から「たいせつがギュッと。」ラッピング列車として運行されている。

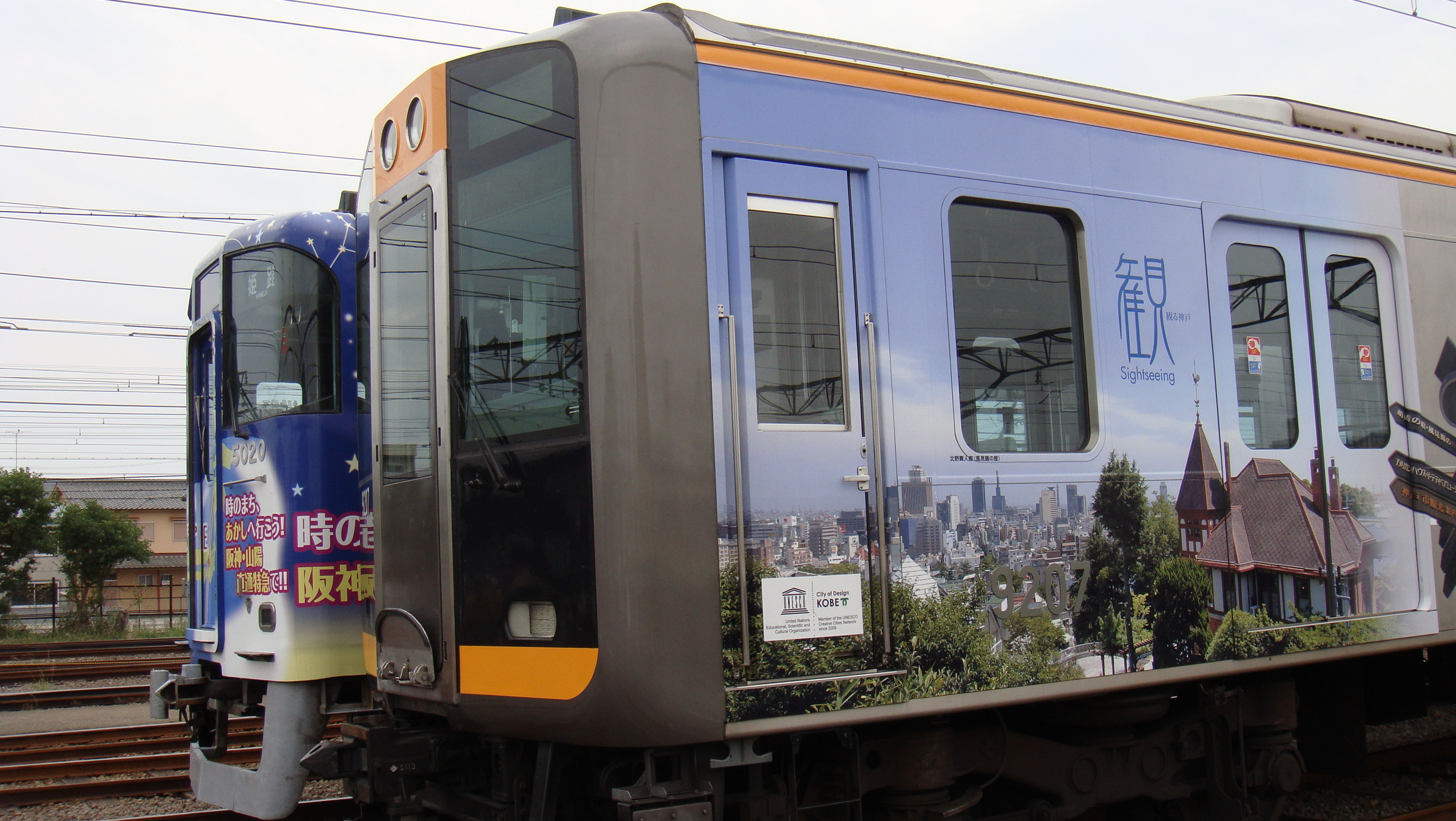
神戸の観光名所をPRした「神戸PRトレイン」
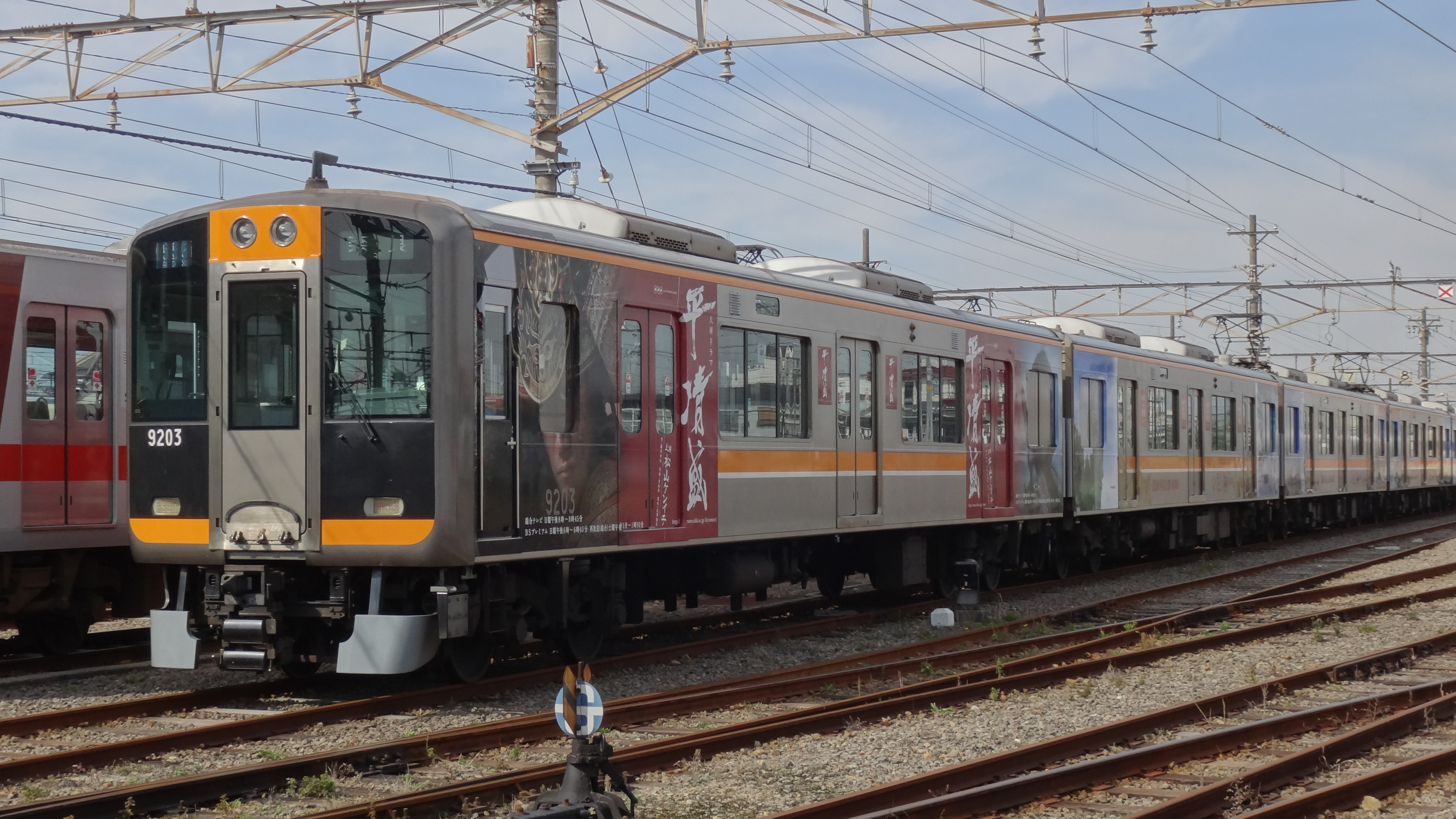
平清盛ラッピングが施されていた9203F
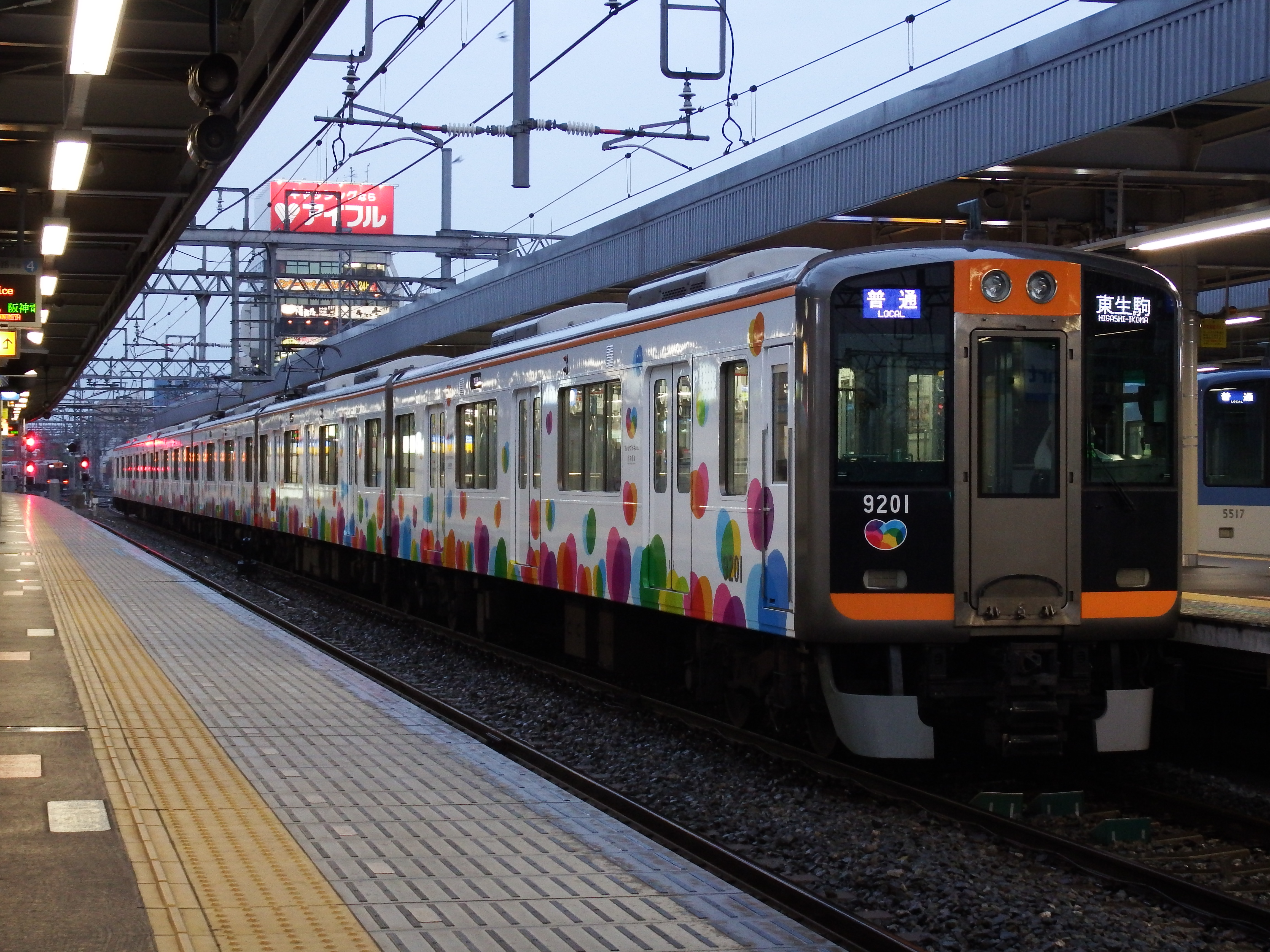
9201Fの“たいせつ”がギュッと。ラッピング電車
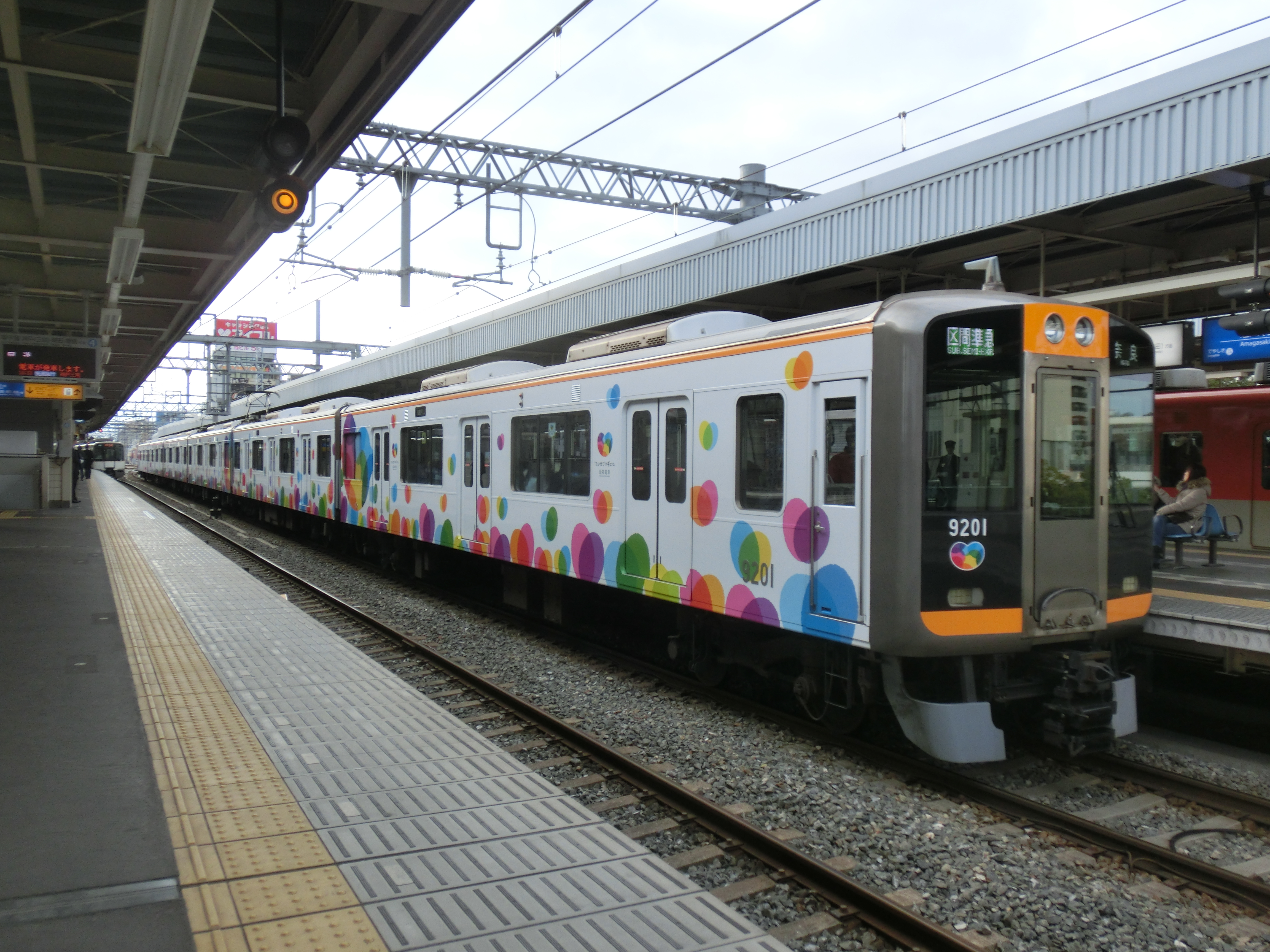
デザイン変更後の“たいせつ”がギュッと。ラッピング電車
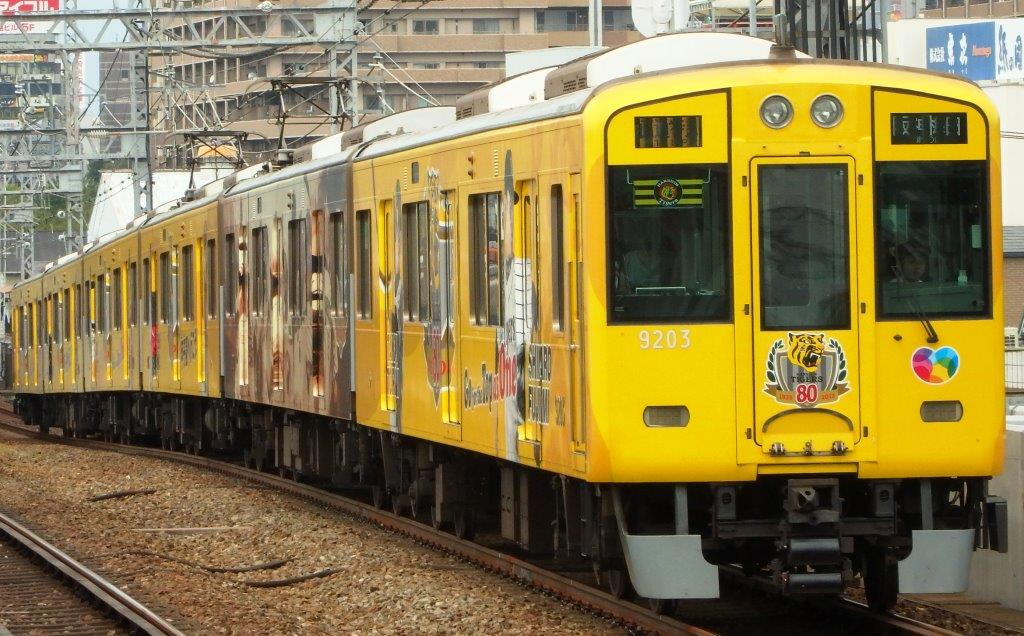
9203F「Yellow Magic トレイン」

## 運用
1996年3月7日に復旧した石屋川車庫で9201Fを使用してお披露目が行われ、阪神本線が完全復旧した同年3月20日のダイヤ改正で営業運転を開始した。
当初は本線の特急から準急までの急行系運用に投入され、1998年からは直通特急として山陽姫路駅への乗り入れを開始した。2009年3月20日に阪神なんば線が開業し、近鉄奈良線への直通運転を開始した。これ以降も引き続き本線系統の急行・特急系運用や山陽電鉄線への直通、イベント時の臨時列車にも使用されており、1000系との共通運用となっている。
1998年7月12日にハービスOSAKAで開催された『Train Simulator 阪神電気鉄道』（音楽館）の発売前体験イベントに合わせて、9000系6両編成による貸切イベント列車「トレイン・シミュレーター号」が梅田 - 高速神戸間で運転された。
2015年の「きんてつ鉄道まつり」では本系列の9203Fの「Yellow Magic トレイン」が展示されたが、その際は五位堂検修車庫への回送のため通常は走行しない近鉄大阪線を走行した。
2020年4月1日現在、6両編成5本30両全車が在籍している。

## 編成
8000系と同様の6両固定編成である。9201形（制御車、Tc） - 9001形（電動車、M1） - 9101形（電動車、M2）の3両ユニットを背中合わせに2組連結し、奇数の車両番号が大阪方、偶数番号が神戸方に組成される。

### 編成表
2009年4月1日現在。
|          | ← 大阪梅田・近鉄奈良神戸三宮・山陽姫路 → | ← 大阪梅田・近鉄奈良神戸三宮・山陽姫路 → | ← 大阪梅田・近鉄奈良神戸三宮・山陽姫路 → | ← 大阪梅田・近鉄奈良神戸三宮・山陽姫路 → | ← 大阪梅田・近鉄奈良神戸三宮・山陽姫路 → | ← 大阪梅田・近鉄奈良神戸三宮・山陽姫路 → | 竣工          | 改造竣工       |
| 電算番号 | クハ Tc1                                 | モハ M'                                  | モハ M                                   | モハ M                                   | モハ M'                                  | クハ Tc2                                 |               |                |
| HQ02     | 9201                                     | 9001                                     | 9101                                     | 9102                                     | 9002                                     | 9202                                     | 1996年2月27日 | 2008年4月10日  |
| HQ04     | 9203                                     | 9003                                     | 9103                                     | 9104                                     | 9004                                     | 9204                                     | 1996年3月18日 | 2008年6月23日  |
| HQ06     | 9205                                     | 9005                                     | 9105                                     | 9106                                     | 9006                                     | 9206                                     | 1996年3月6日  | 2008年9月30日  |
| HQ08     | 9207                                     | 9007                                     | 9107                                     | 9108                                     | 9008                                     | 9208                                     | 1996年3月12日 | 2008年12月29日 |
| HQ10     | 9209                                     | 9009                                     | 9109                                     | 9110                                     | 9010                                     | 9210                                     | 1996年3月15日 | 2009年3月4日   |

9000系
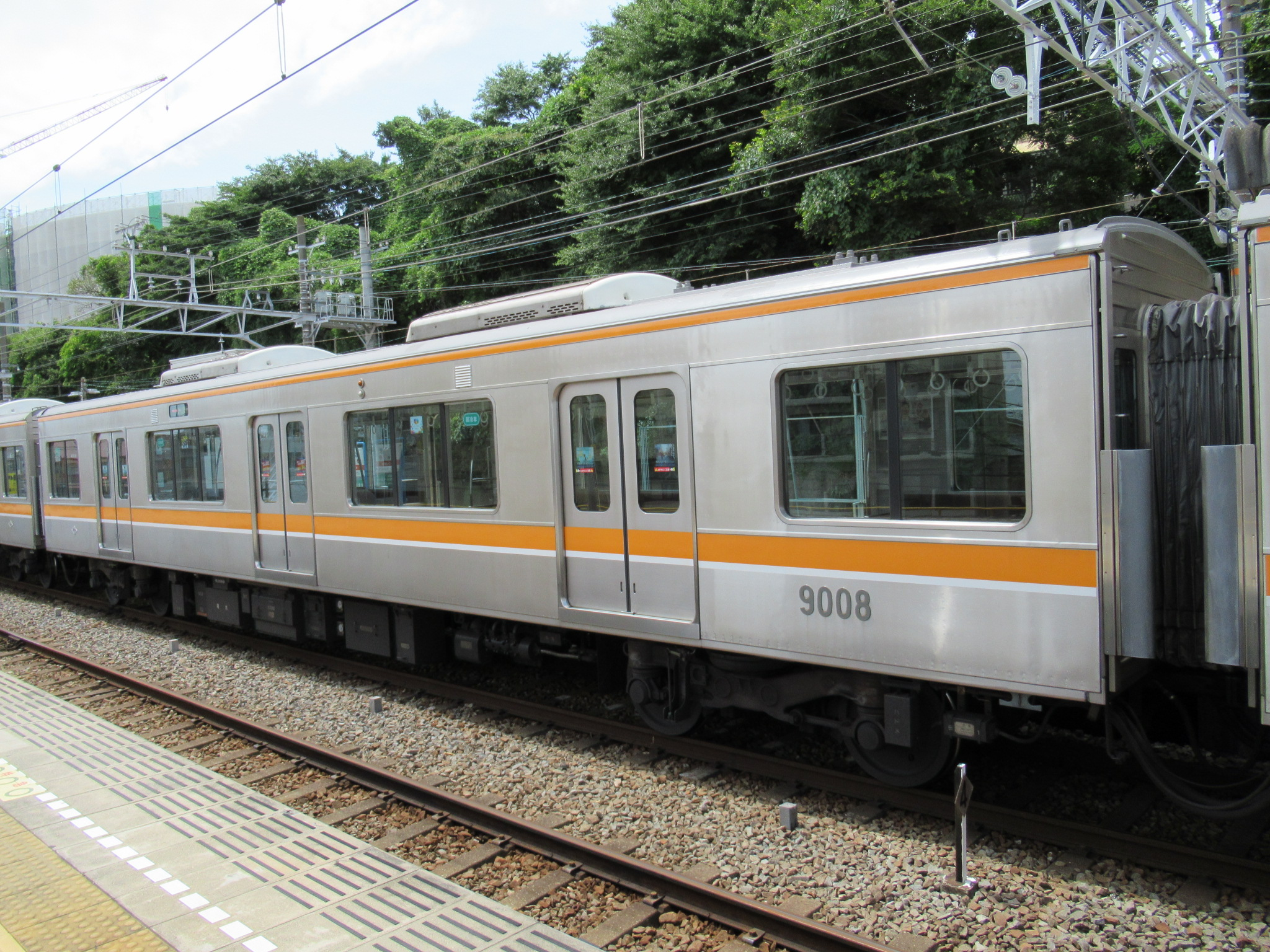
9008
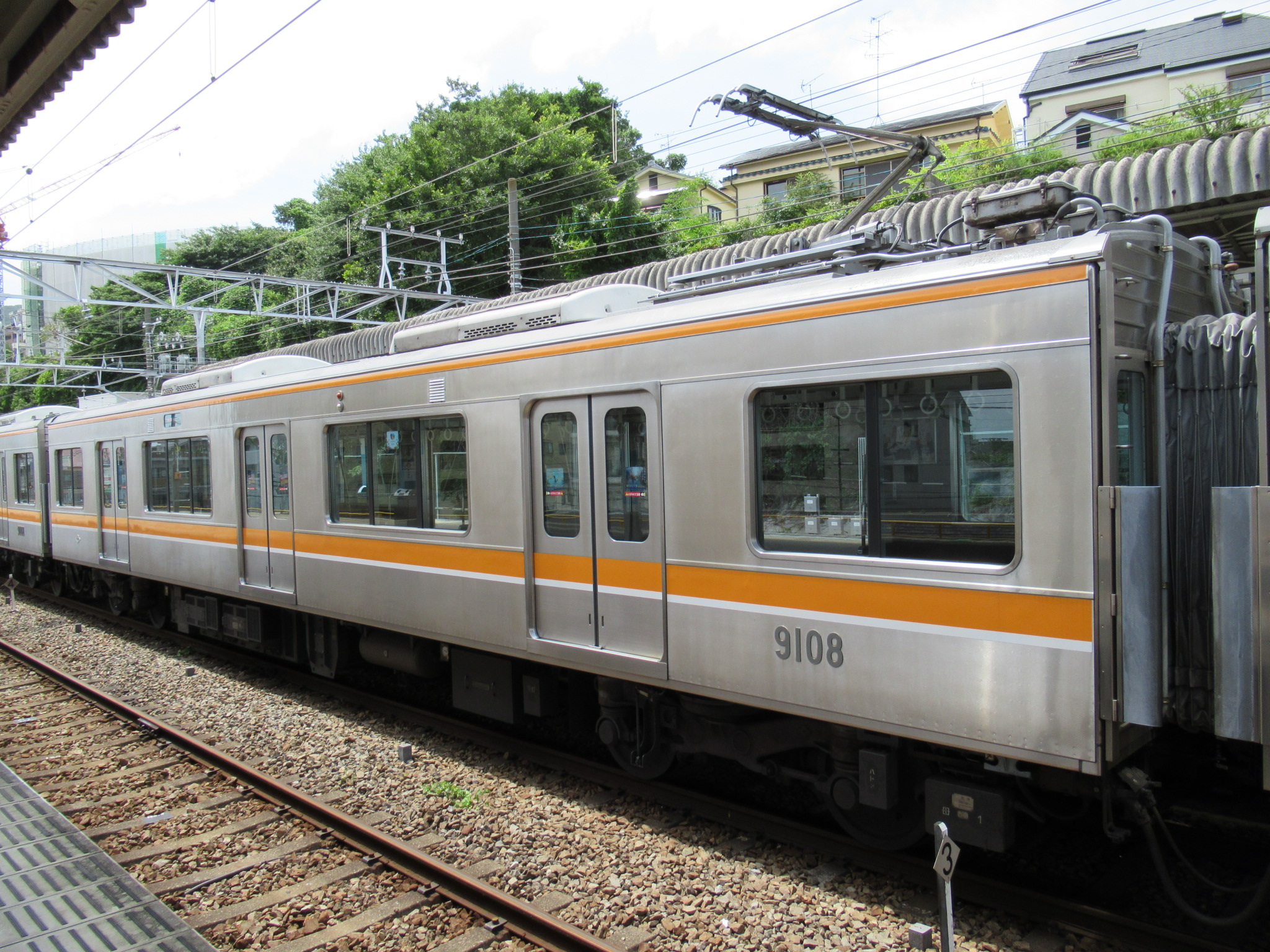
9108
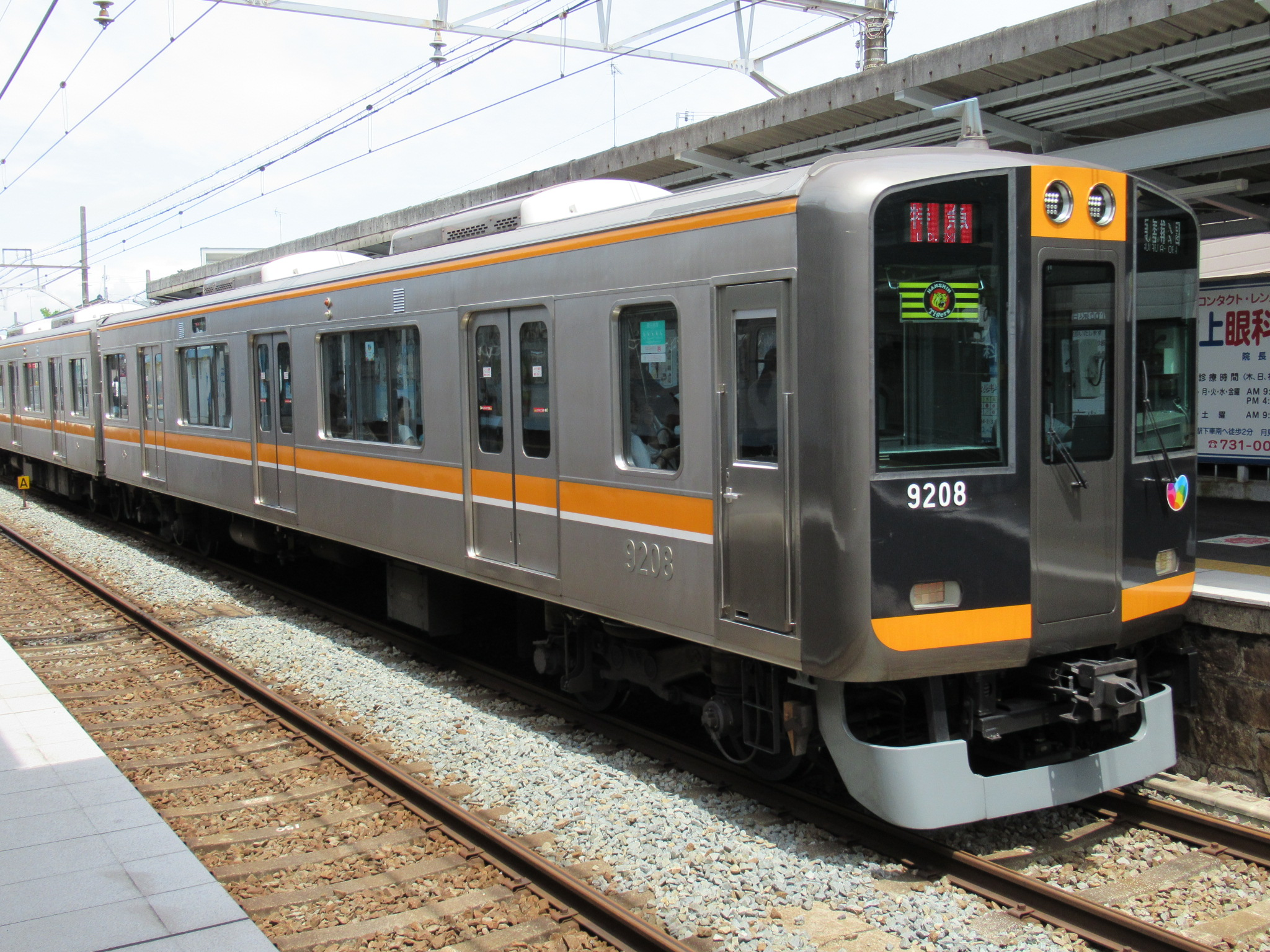
9208